# 木脇祐定
木脇 祐定（きのわき すけさだ）は戦国時代から安土桃山時代にかけての薩摩国島津氏の家臣。
木脇氏は日向伊東氏の一族で、祐定はその祖である木脇祐頼より続く嫡流であるが、父の祐利の頃に伊東氏より離れ、島津氏15代貴久に仕官して島津氏の家臣となった。祐定も貴久に仕えていたが、主命によりその三男である島津歳久の後見となり、弘治3年（1557年）4月には菱刈氏との戦いで兜首を討ち取るなど、その元で軍功を為した。
天正14年（1586年）6月、歳久の娘婿である忠隣が筑紫広門攻めで初陣を果たす際は、遠矢良時と共にその補佐に付けられ鷹取城攻めに参加する。そのときの事、祐定は土瓶に水を入れ鑓に付けて回っていたのであるが、忠隣が焼山を通って顔が黒く汚れたため、忠隣の家臣・脇元城之介がその水を所望して忠隣の顔を洗ったという逸話が『本藩人物誌』に記されている。